# Световно първенство по волейбол за младежи до 23 години
Световното първенство по волейбол за младежи до 23 години е волейболно състезание за младежи до 23 години. Първият турнир се провежда Бразилия от 6 до 13 октомври 2013 година. Отборът на България се класира на четвърто място.

## Резултати
| 2013 детайли | Уберландия | Бразилия | 3–2 | Сърбия | Русия | 3–1 | България |